# Championnat de Malte de football 1980-1981
Navigation
Saison précédente Saison suivante
La saison 1980-1981 de Premier League Maltaise était la soixante-sixième édition de la première division maltaise.
Il s'agit également de la première édition sous cette nouvelle appellation, à cette occasion, le nombre de clubs participant à la compétition passe de dix à huit.
Lors de cette saison, le La Vallette FC a tenté de conserver son titre de champion face aux sept meilleurs clubs maltais lors d'une série de matchs se déroulant sur toute l'année.
Les huit clubs participants au championnat ont été confrontés à deux reprises aux sept autres.
C'est le Paola Hibernians FC qui a été sacré champion de Malte pour la cinquième fois.
Deux places étaient qualificatives pour les compétitions européennes, la troisième place étant celle du vainqueur du Trophée Rothman 1980-1981.

## Qualifications en coupe d'Europe
À l'issue de la saison, le champion a participé au premier tour de la Coupe des clubs champions 1981-1982.
Le vainqueur du Trophée Rothman a pris la place pour la Coupe des coupes 1981-1982.
Le deuxième du championnat a pris la place en Coupe UEFA 1981-1982.

## Les huit clubs participants
| Club                | Stade             | Capacité | Ville      |
| ------------------- | ----------------- | -------- | ---------- |
| Birkirkara-Luxol    | Infetti Ground    | 2 000    | Birkirkara |
| Floriana FC         | -                 | -        | Floriana   |
| Hamrun Spartans     | Victor Tedesco    | 6 000    | Hamrun     |
| Paola Hibernians FC | Hibernians Ground | 8 000    | Paola      |
| Marsa FC            | -                 | -        | Marsa      |
| Sliema Wanderers FC | Guze Fava Ground  | 4 000    | Sliema     |
| La Vallette FC      | -                 | -        | La Valette |
| Zurrieq FC          | -                 | -        | Zurrieq    |

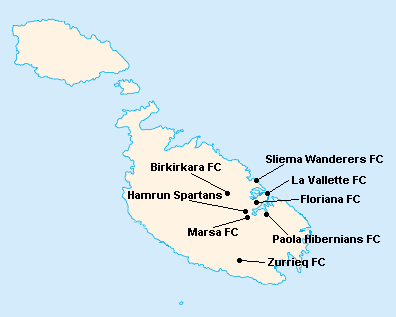
Localisation des clubs engagés dans le championnat.

L'île de Malte étant relativement petite, les clubs évoluent tous au stade National Ta'Qali (17 400 places). Certain cependant ont leur propre enceinte qu'ils peuvent éventuellement utiliser.

## Compétition

### Classement
| Rang | Équipe              | Pts | J  | G  | N | P  | Bp | Bc | Diff |
| ---- | ------------------- | --- | -- | -- | - | -- | -- | -- | ---- |
| 1    | Paola Hibernians FC | 26  | 14 | 12 | 2 | 0  | 34 | 10 | +24  |
| 2    | Sliema Wanderers FC | 23  | 14 | 10 | 3 | 1  | 27 | 8  | +19  |
| 3    | Hamrun Spartans     | 15  | 14 | 7  | 1 | 6  | 19 | 16 | +3   |
| 4    | Floriana FC (C)     | 15  | 14 | 5  | 5 | 4  | 17 | 13 | +4   |
| 5    | La Vallette FC (T)  | 13  | 14 | 6  | 1 | 7  | 25 | 17 | +8   |
| 6    | Zurrieq FC (P)      | 12  | 14 | 4  | 4 | 6  | 15 | 17 | -2   |
| 7    | Birkirkara FC       | 5   | 14 | 2  | 3 | 11 | 9  | 35 | -26  |
| 8    | Marsa FC            | 3   | 14 | 1  | 1 | 12 | 5  | 35 | -30  |

| Légende : Qualifications et relégations | Légende : Qualifications et relégations                                                     |
| --------------------------------------- | ------------------------------------------------------------------------------------------- |
|                                         | Coupe des clubs champions 1981-1982 (1er Tour)                                              |
|                                         | Coupe des coupes 1981-1982 (1er Tour)                                                       |
|                                         | Coupe UEFA 1981-1982 (1er Tour)                                                             |
|                                         | Relégation en First Division Maltaise                                                       |
|                                         | (T) : Tenant du titre 1979-1980 (P) : Promu en 1979-1980 (C) : Vainqueur du Trophée Rothman |

## Bilan de la saison
| Tableau d'Honneur       |                     |
| Compétition             | Vainqueur           |
| Premier League Maltaise | Paola Hibernians FC |
| Trophée Rothman         | Floriana FC         |

| Qualifications européennes 1981-1982 |                     |
| Coupe des clubs champions            | Qualifiés           |
| 1er tour                             | Paola Hibernians FC |
| Coupe des coupes                     | Qualifiés           |
| 1er tour                             | Floriana FC         |
| Coupe UEFA                           | Qualifiés           |
| 1er tour                             | Sliema Wanderers FC |

| Promotions et relégations           |                                  |
| Relégués en First Division Maltaise | Birkirkara FC Marsa FC           |
| Promus de First Division Maltaise   | Senglea Athletic Gzira United FC |